# 2801 Huygens
2801 Huygens je asteroid v glavnem asteroidnem pasu. Spada med asteroide tipa S. Pripada asteroidni družini Gefion. 

## Odkritje
Asteroid Huygens je odkril Hendrik van Gent 28. septembra 1935 v Johannesburgu. Poimenovan je po nizozemskem astronomu, fiziku in matematiku Christiaanu Huygensu.